# 하츄핑
하츄핑(영어: Heartsping)은 대한민국의 마법소녀 애니메이션 《캐치! 티니핑》의 주인공으로, 매 시즌마다 주제에 맞는 명칭이 따라온다. 1기에는 일반 하츄핑, 2기에는 다이아 하츄핑, 3기에는 플로라 하츄핑, 4기에는 베리 하츄핑, 5기에는 스타 하츄핑이다.
이름의 '하츄'는 단어 '하트'에서 유래된 이름으로, 유래된 단어에서 "아이가 발음하는 것처럼" 변형된 것이다.

## 작중 행적

### 본편

#### 캐치! 티니핑 (무인편, 시즌 1)
애교가 넘치는 사랑의 티니핑, 하츄핑!
언제나 친구들을 도와주고 싶어하는
사랑둥이 요정 — SAMG 엔터테인먼트 《캐치! 티니핑》(시즌 1) 공식 홈페이지 캐릭터 소개

캐치 티니핑의 로열 티니핑들인 즐거움의 라라핑, 바르다는 의미의 바로핑, 행복함의 해핑, 용기의 아자핑, 희망의 차차핑이랑 함께 첫등장한다.

#### 반짝반짝 캐치! 티니핑 (시즌 2)
믿음을 상징하는 믿어핑, 웃음을 상징하는 방글핑, 긍정을 상징하는 조아핑과 함께 다이아 하츄핑으로 재등장한다.

#### 알쏭달쏭 캐치! 티니핑 (시즌 3)
열정의 나나핑, 솔직함의 솔찌핑, 다정함의 꾸래핑과 함께 플로라 하츄핑으로 재등장한다.

#### 새콤달콤 캐치! 티니핑 (시즌 4)
베리 하츄핑으로 재등장한다. 긍정의 샤샤핑, 재미의 말랑핑, 순수함의 포실핑과 함께 재등장한다.

#### 슈팅스타 캐치! 티니핑 (시즌 5)
스타 하츄핑으로 재등장하며, 치유의 빛나핑, 소망의 초롱핑, 밝음의 빤짝핑과 같이 재등장한다.

### 극장판

#### 사랑의 하츄핑
로미와 처음 만나는 이야기로, 로열 티니핑이 되기 전이기 때문에 배에 로열 티니핑 마크가 없는 상태로 재등장한다.

## 기타
- 좋아하는 음식이 딸기여서 그런지, 딸기 관련 라이센스 식품이 많이 출시되었다. 롯데웰푸드와도 콜라보하여 딸기 관련 식품의 마스코트가 되기도 했다.
- 3기나 5기에서는 귀에 하트가 아닌 다른 장식이 붙는다. 5기에서부터는 아이템에도 있었던 하트 장식이 아예 사라진다.
- 뮤지컬에서도 비중이 높은 캐릭터이다.

## 같이 보기
- 캐치! 티니핑